# Pentapleura foveolata
Pentapleura foveolata är en stekelart som beskrevs av Henry Lorenz Viereck 1917. Pentapleura foveolata ingår i släktet Pentapleura och familjen bracksteklar. Inga underarter finns listade i Catalogue of Life.